# Виктория фон Хесен-Дармщат
Вижте пояснителната страница за други личности с името Виктория.
Виктория фон Хесен-Дармщат с пълно име Виктория Алберта Елизабет Матилда Мари фон Хесен унд бай Райн (на немски: Viktoria von Hessen-Darmstadt; Viktoria Alberta Elisabeth Mathilde Marie von Hessen und bei Rhein); или Виктория Маунтбатън, маркиза Милфорд Хейвън (на английски: Victoria Mountbatten, Marchioness of Milford Haven) е хесенска принцеса, по съпруг – принцеса Батенберг. Тя е внучка на кралица Виктория и баба по майчина линия на принц Филип, херцог на Единбург, съпруг на кралица Елизабет II.
Виктория е най-голямата от шестте деца на предпоследния велик херцог на Хесен Лудвиг IV фон Хесен-Дармщат (1837 – 1892) и съпругата му – британската принцеса Алиса от Великобритания и Ирландия (1843 – 1878), втора дъщеря на кралица Виктория.
През 1884 г. сестра ѝ Елизабет (1864 – 1918) се омъжва за великия руски княз Сергей Александрович (1857 – 1905). През 1894 г. другата ѝ сестра – Виктория Алиса (1872 – 1918), се омъжва за руския цар Николай II (1868 – 1918).
По време на епидемия майка ѝ умира и тя расте повечето време при баба си кралица Виктория в Англия.
Виктория се омъжва на 30 април 1884 г. в Дармщат по любов за втория си братовчед принц Лудвиг Александър фон Батенберг (1854 – 1921), най-възрастния син на принц Александър фон Хесен-Дармщат и графиня Юлия фон Хауке. Той е брат на княз Александър I Български.  Нейният съпруг умира през 1921 г. на 67 години. Тя се оттегля в дворец Кенсингтън.
Виктория се разболява от бронхит през септември 1950 г. и умира на 87 години в двореца Кенсингтън в Лондон. Погребана е в гробницата на църквата „Сейнт Милдред“ на остров Уайт в Англия.

## Деца
Виктория и принц Лудвиг Александър фон Батенберг имат четири деца: 
- Алис Батенберг (1885 – 1969), омъжена на 7 октомври 1903 г. за принц Андрей Гръцки и Датски (1882 – 1944), родители на Филип, херцог на Единбург, съпруг на кралица Елизабет II
- Луиза Маунтбатън (1889 – 1965), кралица на Швеция, омъжена на 3 ноември 1923 г. за принц и по-късен крал Густав VI Адолф (1882 – 1973)
- Джордж Маунтбатън (1892 – 1938), граф на Медина, втори маркиз Милфорд Хейвън, женен на 15 ноември 1916 г. за графиня Надежда дьо Торби (1896 – 1963), внучка на цар Николай I и братовчедка на Александър Пушкин
- Луис Маунтбатън (1900 – 1979), първи граф Маунтбатън и Бурма, вицекрал на Индия, женен на 18 юли 1922 г. за Едуина Синтия Ашли (1901 – 1960).